# Lucien Poffé
Lucien Poffé war ein belgischer Radrennfahrer und nationaler Meister im Radsport.

## Sportliche Laufbahn
Poffé war im Straßenradsport aktiv und Mitglied der Nationalmannschaft. 1932 gewann er die nationale Meisterschaft im Straßenrennen der Amateure vor Henri Van der Steen. 1933 wurde er Dritter der Meisterschaft.
Bei den Straßenradsport-Weltmeisterschaften 1932 wurde er 7. Bei den Straßenradsport-Weltmeisterschaften 1933 wurde er 18. im Amateurrennen.